# Iglesia de Santa Eulalia de Encamp
Santa Eulalia de Encamp es la iglesia parroquial de Encamp, en Andorra. De origen románico, ha sido ampliada y modificada en época barroca (siglos XVI-XVII) y en época contemporánea (1925 y 1989).

## Descripción
Adquirió la categoría de parroquia bien pronto. Se menciona en el acta de consagración de la catedral de Urgell.
La nave de planta rectangular fue ampliada en el siglo XVII. El ábside románico fue derribado en 1925. Al extremo suroeste hay un esconjuradero exento de planta rectangular y ventanas a los cuatro vientos. Estaba destinado a exorcizar las tormentas. La puerta de entrada original es grande y acabada en un arco de medio punto.
Entre sus características principales destaca el campanario románico más alto de Andorra, con 23 m. Este campanario tiene una inclinación con un desplome de 50 cm hacia el sur. La planta es cuadrada con tres pisos en los que se encuentran ventanas geminadas que están rematadas con arcos ciegos de tipo lombardo.